# Lista de sedes e subsedes dos Jogos Olímpicos de Inverno

## Jogos
| Ano  | Período       | Evento                             | País             | Sede                                  | Esportes | Subsedes                                     | Esportes                                                                                                  | Referência(s) |
| ---- | ------------- | ---------------------------------- | ---------------- | ------------------------------------- | --- | -------------------------------------------- | --- | ------------- |
| 1924 | 24/01 a 05/02 | Jogos Olímpicos de Inverno de 1924 | França           | Chamonix                              | Alpinismo Esqui cross-country Esqui militar Combinado nórdico Curling Patinação artística Hóquei no gelo Patinação de velocidade Cerimônia de abertura Cerimônia de encerramento                                                           | Les Pélerins                                 | Bobsled                                                                                                   | [ 1 ]         |
| 1924 | 24/01 a 05/02 | Jogos Olímpicos de Inverno de 1924 | França           | Chamonix                              | Alpinismo Esqui cross-country Esqui militar Combinado nórdico Curling Patinação artística Hóquei no gelo Patinação de velocidade Cerimônia de abertura Cerimônia de encerramento                                                           | Le Mont                                      | Combinado nórdico Salto de esqui                                                                          | [ 1 ]         |
| 1928 | 11/02 a 19/02 | Jogos Olímpicos de Inverno de 1928 | Suíça            | Sankt Moritz                          | Combinado nórdico Salto de esqui Skijoring Esqui cross-country Esqui militar Pentatlo de inverno Patinação artística Patinação de velocidade Hóquei no gelo Cerimônia de abertura Cerimônia de encerramento                                | Celerina                                     | Bobsled Luge Skeleton                                                                                     | [ 2 ]         |
| 1932 | 04/02 a 15/02 | Jogos Olímpicos de Inverno de 1932 | Estados Unidos   | Lake Placid                           | Combinado nórdico Salto de esqui Esqui cross-country Biatlo Bobsled Luge Corrida de trenó Curling Patinação artística Patinação de velocidade Hóquei no gelo Cerimônia de abertura Cerimônia de encerramento                               | _                                            | _ | [ 3 ]         |
| 1936 | 06/02 a 16/02 | Jogos Olímpicos de Inverno de 1936 | Alemanha         | Garmisch-Partenkirchen                | Esqui alpino Esqui cross-country Salto de esqui Esqui militar Combinado nórdico Bobsled Hóquei no gelo Patinação no gelo Patinação de velocidade Patinação artística Cerimônia de abertura Cerimônia de encerramento                       | _                                            | _ | [ 4 ]         |
| 1940 | _             | Jogos Olímpicos de Inverno de 1940 | Japão · Alemanha | Sapporo Depois Garmisch-Partenkirchen | Jogos cancelados devido a 2.ª Guerra Mundial | Jogos cancelados devido a 2.ª Guerra Mundial | Jogos cancelados devido a 2.ª Guerra Mundial                                                              | [ 5 ]         |
| 1944 | _             | Jogos Olímpicos de Inverno de 1944 | Itália           | Cortina d'Ampezzo                     | Jogos cancelados devido a 2.ª Guerra Mundial | Jogos cancelados devido a 2.ª Guerra Mundial | Jogos cancelados devido a 2.ª Guerra Mundial                                                              | [ 6 ]         |
| 1948 | 30/01 a 08/02 | Jogos Olímpicos de Inverno de 1948 | Suíça            | Sankt Moritz                          | Esqui alpino Combinado nórdico Salto de esqui Skijoring Esqui cross-country Esqui militar Combinado nórdico Pentatlo de inverno Patinação artística Patinação de velocidade Hóquei no gelo Cerimônia de abertura Cerimônia de encerramento | Celerina                                     | Bobsled Luge Skeleton                                                                                     | [ 7 ]         |
| 1952 | 15/02 a 25/02 | Jogos Olímpicos de Inverno de 1952 | Noruega          | Oslo                                  | Combinado nórdico Salto de esqui Esqui cross-country Patinação artística Patinação de velocidade Hóquei no gelo Bandy Cerimônia de abertura Cerimônia de encerramento                                                                      | Norefjell                                    | Esqui Alpino                                                                                              | [ 8 ]         |
| 1952 | 15/02 a 25/02 | Jogos Olímpicos de Inverno de 1952 | Noruega          | Oslo                                  | Combinado nórdico Salto de esqui Esqui cross-country Patinação artística Patinação de velocidade Hóquei no gelo Bandy Cerimônia de abertura Cerimônia de encerramento                                                                      | Rødkleiva                                    | Esqui Alpino                                                                                              | [ 8 ]         |
| 1952 | 15/02 a 25/02 | Jogos Olímpicos de Inverno de 1952 | Noruega          | Oslo                                  | Combinado nórdico Salto de esqui Esqui cross-country Patinação artística Patinação de velocidade Hóquei no gelo Bandy Cerimônia de abertura Cerimônia de encerramento                                                                      | Sandvika                                     | Hóquei no gelo                                                                                            | [ 8 ]         |
| 1952 | 15/02 a 25/02 | Jogos Olímpicos de Inverno de 1952 | Noruega          | Oslo                                  | Combinado nórdico Salto de esqui Esqui cross-country Patinação artística Patinação de velocidade Hóquei no gelo Bandy Cerimônia de abertura Cerimônia de encerramento                                                                      | Lillestrøm                                   | Hóquei no gelo                                                                                            | [ 8 ]         |
| 1952 | 15/02 a 25/02 | Jogos Olímpicos de Inverno de 1952 | Noruega          | Oslo                                  | Combinado nórdico Salto de esqui Esqui cross-country Patinação artística Patinação de velocidade Hóquei no gelo Bandy Cerimônia de abertura Cerimônia de encerramento                                                                      | Drammen                                      | Hóquei no gelo                                                                                            | [ 8 ]         |
| 1956 | 26/01 a 05/02 | Jogos Olímpicos de Inverno de 1956 | Itália           | Cortina d'Ampezzo                     | Esqui alpino Combinado nórdico Salto de esqui Esqui cross-country Patinação artística Hóquei no gelo Cerimônia de abertura Cerimônia de encerramento                                                                                       | Misurina                                     | Patinação de velocidade                                                                                   | [ 9 ]         |
| 1960 | 18/02 a 28/02 | Jogos Olímpicos de Inverno de 1960 | Estados Unidos   | Squaw Valley                          | Esqui alpino Combinado nórdico Salto de esqui Patinação artística Patinação de velocidade Hóquei no gelo Cerimônia de abertura Cerimônia de encerramento                                                                                   | Tahoma                                       | Combinado nórdico Esqui cross-country Biatlo                                                              | [ 10 ]        |
| 1964 | 15/02 a 25/02 | Jogos Olímpicos de Inverno de 1964 | Áustria          | Innsbruck                             | Salto de esqui Curling Curling bávaro Patinação artística Patinação de velocidade Hóquei no gelo Cerimônia de abertura Cerimônia de encerramento                                                                                           | Axams                                        | Esqui alpino                                                                                              | [ 11 ]        |
| 1964 | 15/02 a 25/02 | Jogos Olímpicos de Inverno de 1964 | Áustria          | Innsbruck                             | Salto de esqui Curling Curling bávaro Patinação artística Patinação de velocidade Hóquei no gelo Cerimônia de abertura Cerimônia de encerramento                                                                                           | Seefeld                                      | Combinado nórdico Salto de esqui Esqui cross-country Biatlo                                               | [ 11 ]        |
| 1964 | 15/02 a 25/02 | Jogos Olímpicos de Inverno de 1964 | Áustria          | Innsbruck                             | Salto de esqui Curling Curling bávaro Patinação artística Patinação de velocidade Hóquei no gelo Cerimônia de abertura Cerimônia de encerramento                                                                                           | Igls                                         | Esqui alpino Bobsled Luge Skeleton                                                                        | [ 11 ]        |
| 1968 | 06/02 a 18/02 | Jogos Olímpicos de Inverno de 1968 | França           | Grenoble                              | Patinação artística Patinação de velocidade Hóquei no gelo Cerimônia de abertura Cerimônia de encerramento | Autrans                                      | Combinado nórdico Salto de esqui Esqui cross country Biatlo                                               | [ 12 ]        |
| 1968 | 06/02 a 18/02 | Jogos Olímpicos de Inverno de 1968 | França           | Grenoble                              | Patinação artística Patinação de velocidade Hóquei no gelo Cerimônia de abertura Cerimônia de encerramento | Saint-Nizier-du-Moucherotte                  | Salto de esqui                                                                                            | [ 12 ]        |
| 1968 | 06/02 a 18/02 | Jogos Olímpicos de Inverno de 1968 | França           | Grenoble                              | Patinação artística Patinação de velocidade Hóquei no gelo Cerimônia de abertura Cerimônia de encerramento | Chamrousse                                   | Esqui alpino                                                                                              | [ 12 ]        |
| 1968 | 06/02 a 18/02 | Jogos Olímpicos de Inverno de 1968 | França           | Grenoble                              | Patinação artística Patinação de velocidade Hóquei no gelo Cerimônia de abertura Cerimônia de encerramento | L'Alpe-d'Huez                                | Bobsled                                                                                                   | [ 12 ]        |
| 1968 | 06/02 a 18/02 | Jogos Olímpicos de Inverno de 1968 | França           | Grenoble                              | Patinação artística Patinação de velocidade Hóquei no gelo Cerimônia de abertura Cerimônia de encerramento | Villard-de-Lans                              | Luge | [ 12 ]        |
| 1972 | 03/02 a 13/02 | Jogos Olímpicos de Inverno de 1972 | Japão            | Sapporo                               | Biatlo Esqui cross-country Salto de esqui Combinado nórdico Patinação artística Patinação de velocidade Hóquei no gelo Cerimônia de abertura Cerimônia de encerramento                                                                     | Mount Eniwa                                  | Esqui alpino                                                                                              | [ 13 ]        |
| 1972 | 03/02 a 13/02 | Jogos Olímpicos de Inverno de 1972 | Japão            | Sapporo                               | Biatlo Esqui cross-country Salto de esqui Combinado nórdico Patinação artística Patinação de velocidade Hóquei no gelo Cerimônia de abertura Cerimônia de encerramento                                                                     | Mount Teine                                  | Esqui alpino Bobsled Luge                                                                                 | [ 13 ]        |
| 1976 | 04/02 a 15/02 | Jogos Olímpicos de Inverno de 1976 | Áustria          | Innsbruck                             | Salto de esqui Curling Curling bávaro Patinação artística Patinação de velocidade Hóquei no gelo Cerimônia de abertura Cerimônia de encerramento                                                                                           | Axams                                        | Esqui alpino                                                                                              | [ 14 ]        |
| 1976 | 04/02 a 15/02 | Jogos Olímpicos de Inverno de 1976 | Áustria          | Innsbruck                             | Salto de esqui Curling Curling bávaro Patinação artística Patinação de velocidade Hóquei no gelo Cerimônia de abertura Cerimônia de encerramento                                                                                           | Seefeld                                      | Combinado nórdico Salto de esqui Esqui cross-country Biatlo                                               | [ 14 ]        |
| 1976 | 04/02 a 15/02 | Jogos Olímpicos de Inverno de 1976 | Áustria          | Innsbruck                             | Salto de esqui Curling Curling bávaro Patinação artística Patinação de velocidade Hóquei no gelo Cerimônia de abertura Cerimônia de encerramento                                                                                           | Igls                                         | Esqui alpino Bobsled Luge Skeleton                                                                        | [ 14 ]        |
| 1980 | 13/02 a 24/02 | Jogos Olímpicos de Inverno de 1980 | Estados Unidos   | Lake Placid                           | Combinado nórdico Salto de esqui Esqui cross-country Biatlo Bobsled Luge Corrida de trenó Curling Patinação artística Patinação de velocidade Hóquei no gelo Cerimônia de abertura Cerimônia de encerramento                               | _                                            | _ | [ 15 ]        |
| 1984 | 08/02 a 19/02 | Jogos Olímpicos de Inverno de 1984 | Iugoslávia       | Sarajevo                              | Patinação artística Patinação de velocidade Hóquei no gelo Cerimônia de abertura Cerimônia de encerramento | Trebević                                     | Bobsled Luge                                                                                              | [ 16 ]        |
| 1984 | 08/02 a 19/02 | Jogos Olímpicos de Inverno de 1984 | Iugoslávia       | Sarajevo                              | Patinação artística Patinação de velocidade Hóquei no gelo Cerimônia de abertura Cerimônia de encerramento | Bjelašnica                                   | Esqui alpino                                                                                              | [ 16 ]        |
| 1984 | 08/02 a 19/02 | Jogos Olímpicos de Inverno de 1984 | Iugoslávia       | Sarajevo                              | Patinação artística Patinação de velocidade Hóquei no gelo Cerimônia de abertura Cerimônia de encerramento | Jahorina                                     | Esqui alpino                                                                                              | [ 16 ]        |
| 1984 | 08/02 a 19/02 | Jogos Olímpicos de Inverno de 1984 | Iugoslávia       | Sarajevo                              | Patinação artística Patinação de velocidade Hóquei no gelo Cerimônia de abertura Cerimônia de encerramento | Igman                                        | Combinado nórdico Salto de esqui                                                                          | [ 16 ]        |
| 1988 | 13/01 a 28/02 | Jogos Olímpicos de Inverno de 1988 | Canadá           | Calgary                               | Esqui alpino Bobsled Esqui estilo livre Luge Combinado nórdico Salto de esqui Patinação artística Patinação de velocidade Hóquei no gelo Curling Cerimônia de abertura Cerimônia de encerramento                                           | Nakiska                                      | Esqui alpino                                                                                              | [ 17 ]        |
| 1988 | 13/01 a 28/02 | Jogos Olímpicos de Inverno de 1988 | Canadá           | Calgary                               | Esqui alpino Bobsled Esqui estilo livre Luge Combinado nórdico Salto de esqui Patinação artística Patinação de velocidade Hóquei no gelo Curling Cerimônia de abertura Cerimônia de encerramento                                           | Canmore                                      | Combinado nórdico Esqui cross-country Biatlo                                                              | [ 17 ]        |
| 1992 | 08/02 a 23/02 | Jogos Olímpicos de Inverno de 1992 | França           | Albertville                           | Patinação artística Patinação de velocidade Patinação de velocidade em pista curta Cerimônia de abertura Cerimônia de encerramento | Val d'Isère                                  | Esqui Alpino                                                                                              | [ 18 ]        |
| 1992 | 08/02 a 23/02 | Jogos Olímpicos de Inverno de 1992 | França           | Albertville                           | Patinação artística Patinação de velocidade Patinação de velocidade em pista curta Cerimônia de abertura Cerimônia de encerramento | Méribel                                      | Esqui Alpino Hóquei no gelo                                                                               | [ 18 ]        |
| 1992 | 08/02 a 23/02 | Jogos Olímpicos de Inverno de 1992 | França           | Albertville                           | Patinação artística Patinação de velocidade Patinação de velocidade em pista curta Cerimônia de abertura Cerimônia de encerramento | Les Saisies                                  | Biatlo Esqui cross-country Combinado nórdico                                                              | [ 18 ]        |
| 1992 | 08/02 a 23/02 | Jogos Olímpicos de Inverno de 1992 | França           | Albertville                           | Patinação artística Patinação de velocidade Patinação de velocidade em pista curta Cerimônia de abertura Cerimônia de encerramento | Tignes                                       | Patinação artística Esqui estilo livre                                                                    | [ 18 ]        |
| 1992 | 08/02 a 23/02 | Jogos Olímpicos de Inverno de 1992 | França           | Albertville                           | Patinação artística Patinação de velocidade Patinação de velocidade em pista curta Cerimônia de abertura Cerimônia de encerramento | Courchevel                                   | Combinado nórdico Salto de esqui                                                                          | [ 18 ]        |
| 1992 | 08/02 a 23/02 | Jogos Olímpicos de Inverno de 1992 | França           | Albertville                           | Patinação artística Patinação de velocidade Patinação de velocidade em pista curta Cerimônia de abertura Cerimônia de encerramento | Les Arcs                                     | Esqui de velocidade                                                                                       | [ 18 ]        |
| 1992 | 08/02 a 23/02 | Jogos Olímpicos de Inverno de 1992 | França           | Albertville                           | Patinação artística Patinação de velocidade Patinação de velocidade em pista curta Cerimônia de abertura Cerimônia de encerramento | Pralognan-la-Vanoise                         | Curling                                                                                                   | [ 18 ]        |
| 1992 | 08/02 a 23/02 | Jogos Olímpicos de Inverno de 1992 | França           | Albertville                           | Patinação artística Patinação de velocidade Patinação de velocidade em pista curta Cerimônia de abertura Cerimônia de encerramento | La Plagne                                    | Bobsled Luge                                                                                              | [ 18 ]        |
| 1992 | 08/02 a 23/02 | Jogos Olímpicos de Inverno de 1992 | França           | Albertville                           | Patinação artística Patinação de velocidade Patinação de velocidade em pista curta Cerimônia de abertura Cerimônia de encerramento | Les Ménuires                                 | Esqui alpino                                                                                              | [ 18 ]        |
| 1994 | 12/02 a 27/02 | Jogos Olímpicos de Inverno de 1994 | Noruega          | Lillehammer                           | Biatlo Esqui cross-country Combinado nórdico Hóquei no gelo Esqui estilo livre Salto de esqui Cerimônia de abertura Cerimônia de encerramento                                                                                              | Øyer                                         | Esqui alpino Esqui estilo livre Snowboard                                                                 | [ 19 ]        |
| 1994 | 12/02 a 27/02 | Jogos Olímpicos de Inverno de 1994 | Noruega          | Lillehammer                           | Biatlo Esqui cross-country Combinado nórdico Hóquei no gelo Esqui estilo livre Salto de esqui Cerimônia de abertura Cerimônia de encerramento                                                                                              | Ringebu                                      | Esqui alpino                                                                                              | [ 19 ]        |
| 1994 | 12/02 a 27/02 | Jogos Olímpicos de Inverno de 1994 | Noruega          | Lillehammer                           | Biatlo Esqui cross-country Combinado nórdico Hóquei no gelo Esqui estilo livre Salto de esqui Cerimônia de abertura Cerimônia de encerramento                                                                                              | Hamar                                        | Patinação artística Patinação de velocidade Patinação de velocidade em pista curta                        | [ 19 ]        |
| 1994 | 12/02 a 27/02 | Jogos Olímpicos de Inverno de 1994 | Noruega          | Lillehammer                           | Biatlo Esqui cross-country Combinado nórdico Hóquei no gelo Esqui estilo livre Salto de esqui Cerimônia de abertura Cerimônia de encerramento                                                                                              | Hunderfossen                                 | Bobsled Luge Skeleton                                                                                     | [ 19 ]        |
| 1994 | 12/02 a 27/02 | Jogos Olímpicos de Inverno de 1994 | Noruega          | Lillehammer                           | Biatlo Esqui cross-country Combinado nórdico Hóquei no gelo Esqui estilo livre Salto de esqui Cerimônia de abertura Cerimônia de encerramento                                                                                              | Gjøvik                                       | Hóquei no gelo Patinação de velocidade em pista curta                                                     | [ 19 ]        |
| 1998 | 07/02 a 22/02 | Jogos Olímpicos de Inverno de 1998 | Japão            | Nagano                                | Hóquei no gelo Patinação artística Patinação de velocidade Patinação de velocidade em pista curta Bobsled Luge Cerimônia de abertura Cerimônia de encerramento                                                                             | Hakuba                                       | Esqui alpino Combinado nórdico Salto de esqui Esqui cross-country                                         | [ 20 ]        |
| 1998 | 07/02 a 22/02 | Jogos Olímpicos de Inverno de 1998 | Japão            | Nagano                                | Hóquei no gelo Patinação artística Patinação de velocidade Patinação de velocidade em pista curta Bobsled Luge Cerimônia de abertura Cerimônia de encerramento                                                                             | Iizuna                                       | Esqui estilo livre                                                                                        | [ 20 ]        |
| 1998 | 07/02 a 22/02 | Jogos Olímpicos de Inverno de 1998 | Japão            | Nagano                                | Hóquei no gelo Patinação artística Patinação de velocidade Patinação de velocidade em pista curta Bobsled Luge Cerimônia de abertura Cerimônia de encerramento                                                                             | Yamanouchi                                   | Snowboard Esqui alpino Patinação artística Patinação de velocidade                                        | [ 20 ]        |
| 1998 | 07/02 a 22/02 | Jogos Olímpicos de Inverno de 1998 | Japão            | Nagano                                | Hóquei no gelo Patinação artística Patinação de velocidade Patinação de velocidade em pista curta Bobsled Luge Cerimônia de abertura Cerimônia de encerramento                                                                             | Karuizawa                                    | Curling                                                                                                   | [ 20 ]        |
| 1998 | 07/02 a 22/02 | Jogos Olímpicos de Inverno de 1998 | Japão            | Nagano                                | Hóquei no gelo Patinação artística Patinação de velocidade Patinação de velocidade em pista curta Bobsled Luge Cerimônia de abertura Cerimônia de encerramento                                                                             | Nozawa Onsen                                 | Biatlo | [ 20 ]        |
| 2002 | 08/02 a 24/02 | Jogos Olímpicos de Inverno de 2002 | Estados Unidos   | Salt Lake City                        | Hóquei no gelo Patinação artística Patinação de velocidade em pista curta Cerimônia de abertura Cerimônia de encerramento | Deer Valley                                  | Esqui alpino Esqui estilo livre                                                                           | [ 21 ]        |
| 2002 | 08/02 a 24/02 | Jogos Olímpicos de Inverno de 2002 | Estados Unidos   | Salt Lake City                        | Hóquei no gelo Patinação artística Patinação de velocidade em pista curta Cerimônia de abertura Cerimônia de encerramento | Park City                                    | Esqui alpino Saltos de esqui Combinado nórdico Snowboard Bobsled Luge Skeleton                            | [ 21 ]        |
| 2002 | 08/02 a 24/02 | Jogos Olímpicos de Inverno de 2002 | Estados Unidos   | Salt Lake City                        | Hóquei no gelo Patinação artística Patinação de velocidade em pista curta Cerimônia de abertura Cerimônia de encerramento | Huntsville                                   | Esqui alpino                                                                                              | [ 21 ]        |
| 2002 | 08/02 a 24/02 | Jogos Olímpicos de Inverno de 2002 | Estados Unidos   | Salt Lake City                        | Hóquei no gelo Patinação artística Patinação de velocidade em pista curta Cerimônia de abertura Cerimônia de encerramento | Wasatch Mountain                             | Biatlo Esqui cross-country Combinado nórdico                                                              | [ 21 ]        |
| 2002 | 08/02 a 24/02 | Jogos Olímpicos de Inverno de 2002 | Estados Unidos   | Salt Lake City                        | Hóquei no gelo Patinação artística Patinação de velocidade em pista curta Cerimônia de abertura Cerimônia de encerramento | Ogden                                        | Curling                                                                                                   | [ 21 ]        |
| 2002 | 08/02 a 24/02 | Jogos Olímpicos de Inverno de 2002 | Estados Unidos   | Salt Lake City                        | Hóquei no gelo Patinação artística Patinação de velocidade em pista curta Cerimônia de abertura Cerimônia de encerramento | Provo                                        | Hóquei no gelo                                                                                            | [ 21 ]        |
| 2002 | 08/02 a 24/02 | Jogos Olímpicos de Inverno de 2002 | Estados Unidos   | Salt Lake City                        | Hóquei no gelo Patinação artística Patinação de velocidade em pista curta Cerimônia de abertura Cerimônia de encerramento | Kearns                                       | Patinação de velocidade                                                                                   | [ 21 ]        |
| 2006 | 10/02 a 26/02 | Jogos Olímpicos de Inverno de 2006 | Itália           | Turim                                 | Hóquei no gelo Patinação artística Patinação de velocidade Patinação de velocidade em pista curta Cerimônia de abertura Cerimônia de encerramento                                                                                          | Pragelato                                    | Esqui cross-country Saltos de esqui Combinado nórdico                                                     | [ 22 ]        |
| 2006 | 10/02 a 26/02 | Jogos Olímpicos de Inverno de 2006 | Itália           | Turim                                 | Hóquei no gelo Patinação artística Patinação de velocidade Patinação de velocidade em pista curta Cerimônia de abertura Cerimônia de encerramento                                                                                          | Cesana Pariol                                | Bobsled Luge Skeleton                                                                                     | [ 22 ]        |
| 2006 | 10/02 a 26/02 | Jogos Olímpicos de Inverno de 2006 | Itália           | Turim                                 | Hóquei no gelo Patinação artística Patinação de velocidade Patinação de velocidade em pista curta Cerimônia de abertura Cerimônia de encerramento                                                                                          | Sestriere Borgata                            | Esqui alpino                                                                                              | [ 22 ]        |
| 2006 | 10/02 a 26/02 | Jogos Olímpicos de Inverno de 2006 | Itália           | Turim                                 | Hóquei no gelo Patinação artística Patinação de velocidade Patinação de velocidade em pista curta Cerimônia de abertura Cerimônia de encerramento                                                                                          | Sestriere Colle                              | Esqui alpino                                                                                              | [ 22 ]        |
| 2006 | 10/02 a 26/02 | Jogos Olímpicos de Inverno de 2006 | Itália           | Turim                                 | Hóquei no gelo Patinação artística Patinação de velocidade Patinação de velocidade em pista curta Cerimônia de abertura Cerimônia de encerramento                                                                                          | San Sicario Fraìteve                         | Esqui alpino                                                                                              | [ 22 ]        |
| 2006 | 10/02 a 26/02 | Jogos Olímpicos de Inverno de 2006 | Itália           | Turim                                 | Hóquei no gelo Patinação artística Patinação de velocidade Patinação de velocidade em pista curta Cerimônia de abertura Cerimônia de encerramento                                                                                          | Cesana San Sicario                           | Biatlo | [ 22 ]        |
| 2006 | 10/02 a 26/02 | Jogos Olímpicos de Inverno de 2006 | Itália           | Turim                                 | Hóquei no gelo Patinação artística Patinação de velocidade Patinação de velocidade em pista curta Cerimônia de abertura Cerimônia de encerramento                                                                                          | Bardonecchia                                 | Snowboard                                                                                                 | [ 22 ]        |
| 2006 | 10/02 a 26/02 | Jogos Olímpicos de Inverno de 2006 | Itália           | Turim                                 | Hóquei no gelo Patinação artística Patinação de velocidade Patinação de velocidade em pista curta Cerimônia de abertura Cerimônia de encerramento                                                                                          | Sauze d'Oulx-Jouvenceaux                     | Esqui estilo livre                                                                                        | [ 22 ]        |
| 2006 | 10/02 a 26/02 | Jogos Olímpicos de Inverno de 2006 | Itália           | Turim                                 | Hóquei no gelo Patinação artística Patinação de velocidade Patinação de velocidade em pista curta Cerimônia de abertura Cerimônia de encerramento                                                                                          | Pinerolo                                     | Curling                                                                                                   | [ 22 ]        |
| 2010 | 12/02 a 28/02 | Jogos Olímpicos de Inverno de 2010 | Canadá           | Vancouver                             | Hóquei no gelo Esqui estilo livre Snowboard Patinação artística Patinação de velocidade em pista curta Curling Cerimônia de abertura Cerimônia de encerramento                                                                             | Richmond                                     | Patinação de velocidade                                                                                   | [ 23 ]        |
| 2010 | 12/02 a 28/02 | Jogos Olímpicos de Inverno de 2010 | Canadá           | Vancouver                             | Hóquei no gelo Esqui estilo livre Snowboard Patinação artística Patinação de velocidade em pista curta Curling Cerimônia de abertura Cerimônia de encerramento                                                                             | Endowment Lands                              | Hóquei no gelo                                                                                            | [ 23 ]        |
| 2010 | 12/02 a 28/02 | Jogos Olímpicos de Inverno de 2010 | Canadá           | Vancouver                             | Hóquei no gelo Esqui estilo livre Snowboard Patinação artística Patinação de velocidade em pista curta Curling Cerimônia de abertura Cerimônia de encerramento                                                                             | Whistler                                     | Esqui alpino Esqui cross-country Saltos de esqui Combinado nórdico Biatlo Bobsled Luge Skeleton           | [ 23 ]        |
| 2014 | 06/02 a 23/02 | Jogos Olímpicos de Inverno de 2014 | Rússia           | Sóchi (Adler)                         | Hóquei no gelo Patinação de velocidade Patinação artística Patinação de velocidade em pista curta Esqui cross-country Biatlo Curling Cerimônia de abertura Cerimônia de encerramento                                                       | Krasnaya Polyana                             | Esqui alpino Esqui estilo livre Snowboard                                                                 | [ 24 ]        |
| 2014 | 06/02 a 23/02 | Jogos Olímpicos de Inverno de 2014 | Rússia           | Sóchi (Adler)                         | Hóquei no gelo Patinação de velocidade Patinação artística Patinação de velocidade em pista curta Esqui cross-country Biatlo Curling Cerimônia de abertura Cerimônia de encerramento                                                       | Rzhanaya Polyana                             | Bobsled Luge Skeleton                                                                                     | [ 24 ]        |
| 2014 | 06/02 a 23/02 | Jogos Olímpicos de Inverno de 2014 | Rússia           | Sóchi (Adler)                         | Hóquei no gelo Patinação de velocidade Patinação artística Patinação de velocidade em pista curta Esqui cross-country Biatlo Curling Cerimônia de abertura Cerimônia de encerramento                                                       | Esto-Sadok                                   | Saltos de esqui Combinado nórdico                                                                         | [ 24 ]        |
| 2018 | 09/02 a 25/02 | Jogos Olímpicos de Inverno de 2014 | Coreia do Sul    | PyeongChang (Daegwallyeong)           | Hóquei no gelo Biatlo Esqui cross-country Saltos de esqui Combinado nórdico Esqui alpino Bobsled Luge Skeleton Cerimônia de abertura Cerimônia de encerramento                                                                             | Gangneung                                    | Hóquei no gelo Curling Patinação artística Patinação de velocidade Patinação de velocidade em pista curta | [ 25 ]        |
| 2018 | 09/02 a 25/02 | Jogos Olímpicos de Inverno de 2014 | Coreia do Sul    | PyeongChang (Daegwallyeong)           | Hóquei no gelo Biatlo Esqui cross-country Saltos de esqui Combinado nórdico Esqui alpino Bobsled Luge Skeleton Cerimônia de abertura Cerimônia de encerramento                                                                             | Bukpyeong                                    | Esqui alpino                                                                                              | [ 25 ]        |
| 2018 | 09/02 a 25/02 | Jogos Olímpicos de Inverno de 2014 | Coreia do Sul    | PyeongChang (Daegwallyeong)           | Hóquei no gelo Biatlo Esqui cross-country Saltos de esqui Combinado nórdico Esqui alpino Bobsled Luge Skeleton Cerimônia de abertura Cerimônia de encerramento                                                                             | Bongpyeong                                   | Esqui estilo livre Snowboard                                                                              | [ 25 ]        |

## Esportes e modalidades atuais
| Esporte                                | Anos                    | Número de modalidades | Modalidades | Referência(s) |
| -------------------------------------- | ----------------------- | --------------------- | --- | ------------- |
| Biatlo                                 | Desde 1960              | 10                    | Velocidade individual (homens: 10 km; mulheres: 7.5 km), individual (homens: 20 km; mulheres: 15 km), perseguição (homens: 12.5 km; mulheres: 10 km), revezamento (homens: 4x7.5 km; mulheres: 4x6 km), largada coletiva (homens: 15 km; mulheres: 12.5 km) e revezamento 2x6+2x7.5 km misto.                                     | [ 26 ] [ 27 ] |
| Bobsled                                | 1924–1956 1964–presente | 3                     | Quatro homens, dois homens, duas mulheres e monobob feminino. | [ 28 ] [ 29 ] |
| Combinado nórdico                      | Desde 1924              | 3                     | Individual pista normal (90 m + 10 km), individual pista larga (120 m + 10 km) e equipes pista longa (120 m + 4x5 km) masculino. | [ 30 ] [ 31 ] |
| Curling                                | 1924 1998–presente      | 2                     | Torneios masculino, feminino e misto. | [ 32 ] [ 33 ] |
| Esqui alpino                           | Desde 1936              | 10                    | Descida livre downhill, super-G, slalom gigante, slalom e combinado downhill/slalom masculino e feminino e slalom por equipe misto. | [ 34 ] [ 35 ] |
| Esqui cross-country                    | Desde 1924              | 12                    | Masculino: Velocidade individual estilo livre, clássico 15 km, skiathlon 30 km, largada coletiva 50 km, revezamento 4x10 km e velocidade por equipe estilo livre; Feminino: velocidade individual estilo livre, clássico 10 km, skiathlon 15 km, largada coletiva 30 km, revezamento 4x5 km e velocidade por equipe estilo livre. | [ 36 ]        |
| Esqui estilo livre                     | Desde 1992              | 10                    | Moguls, ski cross, halfpipe, slopestyle e big air masculino e feminino e aerials masculino, feminino e misto. | [ 37 ] [ 38 ] |
| Hóquei no gelo                         | Desde 1924 (*)          | 2                     | Torneio masculino e feminino. | [ 39 ] [ 40 ] |
| Luge                                   | Desde 1964              | 4                     | Simples masculino e feminino, duplas aberto e revezamento por equipe. | [ 41 ] [ 42 ] |
| Patinação artística                    | Desde 1924 (**)         | 5                     | Simples masculino e feminino, duplas misto, dança no gelo e misto por equipe. | [ 43 ] [ 44 ] |
| Patinação de velocidade                | Desde 1924              | 12                    | Masculino: 500 m, 1000 m, 1500 m, 5000 m, 10000 m; Feminino: 500 m, 1000 m, 1500 m, 3000 m, 5000 m; Perseguição por equipes masculino e feminino; Largada coletiva masculino e feminino. | [ 45 ] [ 46 ] |
| Patinação de velocidade em pista curta | Desde 1992              | 8                     | Masculino: 500 m, 1000 m, 1500 m, revezamento 5000 m; Feminino: 500 m, 1000 m, 1500 m, revezamento 3000 m; Revezamento misto 2000 km. | [ 47 ] [ 48 ] |
| Salto de esqui                         | Desde 1924              | 4                     | Pista normal individual masculino e feminino; Pista larga individual e pista larga por equipe masculino; Pista normal por equipe misto. | [ 49 ] [ 50 ] |
| Skeleton                               | 1924 1948 Desde 2002    | 2                     | Eventos individuais masculino e feminino. | [ 51 ] [ 52 ] |
| Snowboard                              | 1998                    | 10                    | Slalom gigante paralelo, slalom paralelo, halfpipe, slopestyle, cross e big air masculino e feminino e cross por equipe misto. | [ 53 ] [ 54 ] |

(*) O torneio masculino de hóquei no gelo também foi realizado nos Jogos Olímpicos de Verão de 1920.

(**) Provas de patinação artística também foram realizadas nos Jogos Olímpicos de Verão de 1908 e 1920.

## Esportes antigos e esportes de demonstração
Alguns esportes e modalidades já figuraram no programa Olímpico de Inverno e foram retirados ou modificados. Muitos desses começam sua participação como eventos de demonstração que historicamente proporcionam aos Países sede a oportunidade de atrair público e publicidade a novos e populares esportes locais. Os esportes de demonstração foram interrompidos a partir da expansão do programa em 1994. A patrulha militar foi um esporte medalhista em 1924 e mais tarde virou esporte de demonstração em 1928, 1936 e 1948, até que em 1960 tornou-se um esporte oficial, como biatlo. A prova de figuras especiais da patinação artística foi disputada nos Jogos Olímpicos de Verão de 1908. O bandy, esporte popular nos países nórdicos e na antiga União Soviética sendo descrito como "hóquei no gelo com bola", foi demonstrado nos Jogos de Oslo. O curling bávaro, uma variante germânica do curling, foi demonstrado na Garmisch-Partenkirchen 1936 e na Innsbruck 1964. O evento do esqui-balé, mais tarde conhecido como esqui estilo livre, foi demonstrado em 1988 e 1992. O skijöring, uma corrida de esquis puxados por cães, era um esporte de demonstração na St. Moritz 1928. As competições de trenó puxado por cães foram exibidas na Lake Placid 1932. Uma nova modalidade de esqui chamada de Esqui de velocidade foi demonstrada na Albertville 1992. O pentatlo de inverno foi disputado como um evento demonstração na St. Moritz 1928 e na St. Moritz 1948. Era composto de esqui cross-country, tiro, esgrima, esqui downhill e equitação. E o alpinismo esteve presente nos Jogos de estreia na Chamonix 1924.